# Bicilia fuscalis
Bicilia fuscalis là một loài bướm đêm trong họ Crambidae.